# Зендлингская обсерватория
Зендлингская обсерватория — астрономическая обсерватория, основанная в 1994 году в районе Зендлинг, города Мюнхен, Германия.

## Направления исследований
- Астрометрия астероидов

## Основные достижения
- 1315 астрометрических измерений опубликовано с 1994 по 2001 года[1].